# Orangevale
Orangevale ist ein census-designated place (CDP) im Sacramento County im US-Bundesstaat Kalifornien mit 35.569 Einwohnern (Stand: 2020). Die geographischen Koordinaten sind: 38,69° Nord, 121,22° West. Das Stadtgebiet hat eine Größe von 26,3 km².

## Persönlichkeiten
In Orangevale geboren
- P. Quentin Tomich (1920–2014), Mammologe und Parasitologe
- Miles Burris (* 1988), American-Football Linebacker und Schauspieler
- Devin Dawson (* 1989), Countrysänger